# Kozjanski partizanski bataljon
Kozjanski partizanski bataljon, tudi Kozjanski bataljon je bil slovenski partizanski bataljon med drugo svetovno vojno.
Kozjanski bataljon je ustanovil štab II. grupe odredov 10.septembra 1942 na Dobrovljah. Kot prva naj bi se v bataljon vključila Kozjanska četa, ki pa je bila uničena že avgusta 1942; druga četa je bila uničena 18. februarja 1943 na Osredeku (519 mnm) nad Lesično, tretja pa je uspešno delovala do 19. septembra 1943, ko so se na Dolenjsko vrnili vsi borci nekdanje II. grupe odredov. Takrat je prišlo do razformiranja bataljona.
Nov Kozjanski bataljon so oblikovali 16. decembra 1943, ki pa je deloval le do konca meseca. V tem času sta Kozjanski bataljon in 1. bataljon Zagorskega odreda v noči na 20. december napadla sovražno postojanko v Sv. petru pod Svetimi Gorami, sedaj Bistrica ob Sotli. Hudi boji so se nato nadaljevali na Drenovcu pri Bukovju, od koder sta se del Zagorskega odreda in Kozjanski bataljon umaknila čez Sotlo na Hrvaško. Ta boja sta bila do tistega časa največji partizanski akciji Kozjanskem.
Ponovno so Kozjanski bataljon ustanovili 16. marca 1944 na Bohorju. Za komandanta je bil imenovan Ivan Rožman, politični komisar pa je postal Ivan Kostevc. Dne 19. marca so borci bataljona rešili več zavezniških pilotov sestreljenih nad Kozjanskim, že naslednjega dne pa je ena čet napadla nemško postojanko v Globokem, kjer je zažgala občinski urad, ter zaplenila večjo količino orožja, sterliva in druge vojaške opreme. Pri zaselku Jelše blizu Reštanja je 24. marca v boju z nemci padlo 23 borcev drugega dela bataljona. Zato se je prvi del bataljona ponovno umaknil na Hrvaško, kjer je sodeloval pri napadu na Klanjec. Konec aprila so se borci vrnili in vključili v nastajajoči Kozjanski partizanski odred.